# Fonolite
La fonolite è una roccia magmatica effusiva, peralcalina e sottosatura in silice, corrispondente effusivo delle sieniti nefeliniche. La tessitura è afanitica ipocristallina, generalmente porfirica. Di colore da grigio a verdastro, è composta da sanidino o anortoclasio, feldspatoidi (nefelina ± leucite e altri), pirosseni alcalini ± piccole quantità di plagioclasio in una scarsa matrice vetrosa. 

## Etimologia
La fonolite si caratterizza per un suono chiaro quando si spezza una lastra, proprietà che le ha valso il nome datogli da Klaproth nel 1801 (dal greco φωνή [phoné] = voce e λίθος [lithos] = pietra).

## Nomenclatura e variabilità
Essendo in gran parte cristallizzate, le fonoliti si possono classificare sulla base della loro composizione modale utilizzando lo schema qui a fianco, che mette in relazione il contenuto in feldspatoidi (in questo caso la leucite, il feldspatoide più comune) con il rapporto tra feldspati alcalini (sanidino, anortoclasio, albite) e plagioclasio sul totale dei feldspati. Se il plagioclasio è in quantità maggiori del 10% in volume, si passa alla fonoliti tefritiche (10-50% sul volume totale dei feldspati) e alle tefriti fonolitiche (50-90% sul volume totale dei feldspati). Se i feldspatoidi superano il 60% del volume totale della roccia, questa prende il nome dal fedspatoide prevalente seguito dall'aggettivo "fonolitica". Se al posto delle leucite c'è la nefelina o o altro feldspatoide, nello schema si sostituisce il termine leucitite con nefelinite, haüynofiro, noseanite ecc.. La tinguaite è una varietà di fonolite a fenocristalli di nefelina ed egirina.

## Composizione chimica e norma

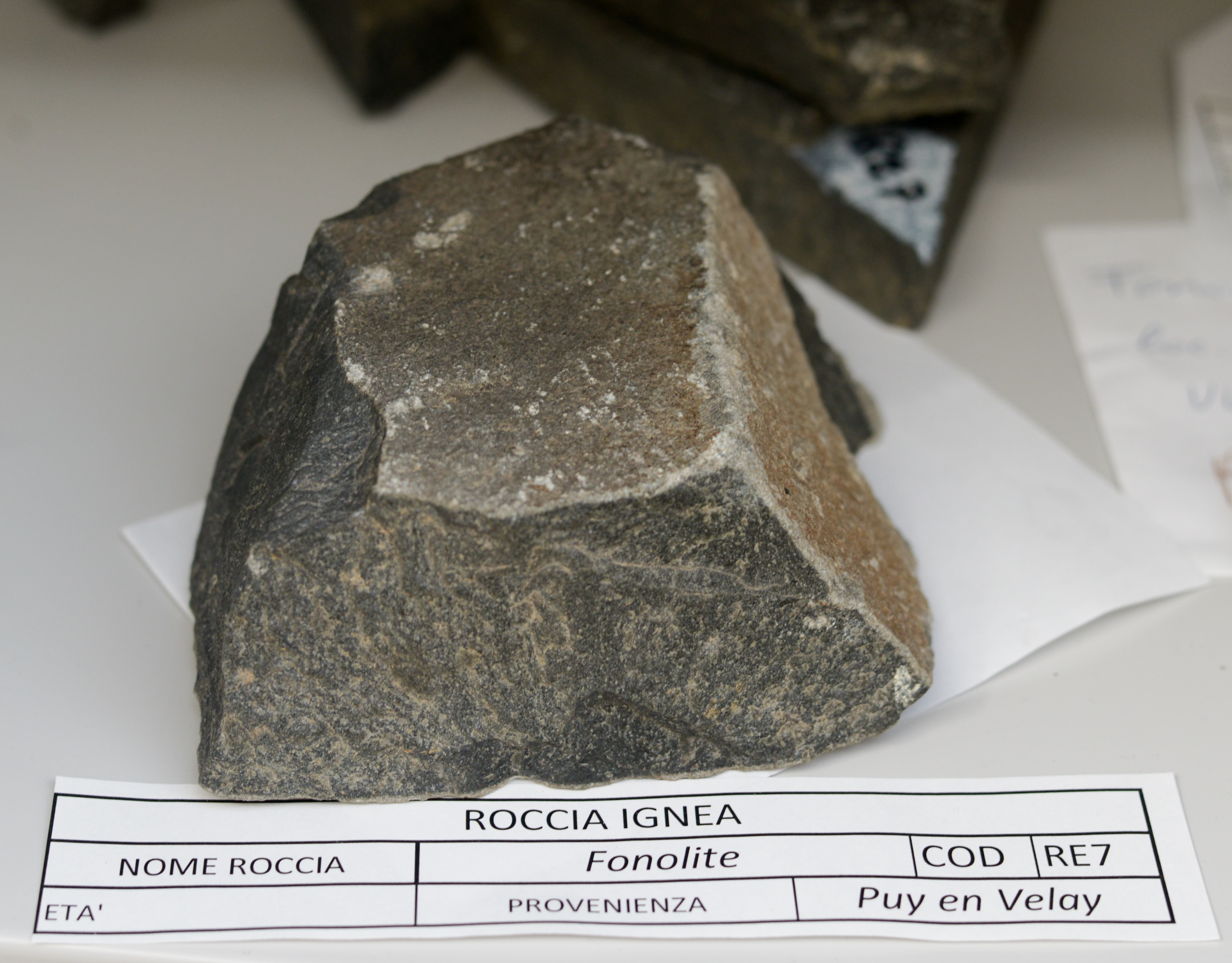
Fonolite (Le Puy-en-Velay)

|       | % in peso |
| ----- | --------- |
| SiO2  | 57,43     |
| TiO2  | 0,63      |
| Al2O3 | 19,46     |
| Fe2O3 | 2,85      |
| FeO   | 2,07      |
| MnO   | 0,17      |
| MgO   | 1,09      |
| CaO   | 2,78      |
| Na2O  | 7,96      |
| K2O   | 5,36      |
| P2O5  | 0,18      |

|              | % in peso |
| ------------ | --------- |
| Ortoclasio   | 30,96     |
| Albite       | 35,42     |
| Anortite     | 1,50      |
| Nefelina     | 16,50     |
| Diopside     | 6,89      |
| Wollastonite | 0,73      |
| Magnetite    | 4,05      |
| Ilmenite     | 1,18      |
| Apatite      | 0,41      |

## Distribuzione e utilizzo
La fonolite è una roccia non comune, anche se ampiamente distribuita in varie zone nel mondo.
In Italia:
- Sardegna (Pliocene): Montiferru[3]
- Provincia magmatica del Lazio (Quaternario): Monti Vulsini, Monti Sabatini, stratovulcano di Vico[3]
- Provincia magmatica campana (Quaternario): Monte Somma-Vesuvio, Monte Vulture[3]
- Tefriti fonolitiche del Quaternario si trovano nei Monti Ernici[3]

Nel mondo:
- Boemia, Azzorre, Canarie, Canada, Norvegia, Groenlandia, Monti Urali, Pirenei, Regione dell'Eifel e Complesso vulcanico di Kaiserstuhl in Baviera (Germania)[4], Devils Tower nello Wyoming (Stati Uniti d'America), Monte Erebus (Antartide).

Nel Massiccio Centrale Francese: 
- Le rocce Tuilière e Sanadoire (Puy-de-Dôme).
- Il Puy Griou (Monti del Cantal).
- Il Monte Gerbier de Jonc (da cui sgorgano le acque della Loira) e il Mont Mézenc.
- Gli Organi di Bort (Bort-les-Orgues), nella valle della Dordogna.

Le lastre di fonolite sono utilizzate come lose per la copertura dei tetti, specialmente nella zona del Massiccio Centrale.

## Curiosità
La fonolite trasmette molto bene i suoni: le volte costruite in fonolite della sala dell'eco dell'Abbazia di Chaise-Dieu consentivano di confessare i lebbrosi tenendoli a 8-10 metri di distanza. Per i curiosi è un'esperienza sbalorditiva: un sussurro dall'angolo diametralmente opposto è perfettamente udibile.

## Galleria d'immagini

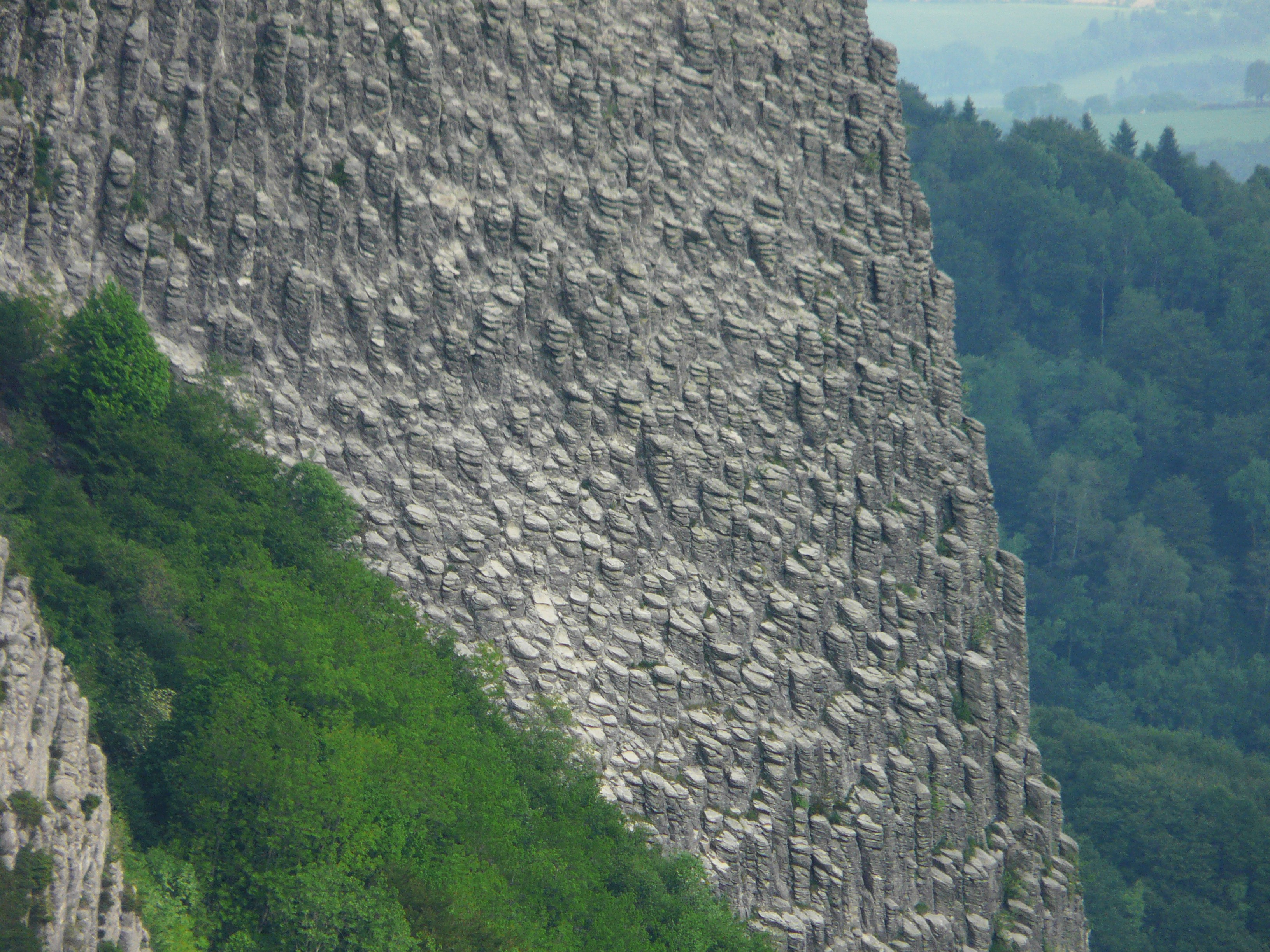
Gli "organi" della Roche Tuilière (Puy-de-Dôme).
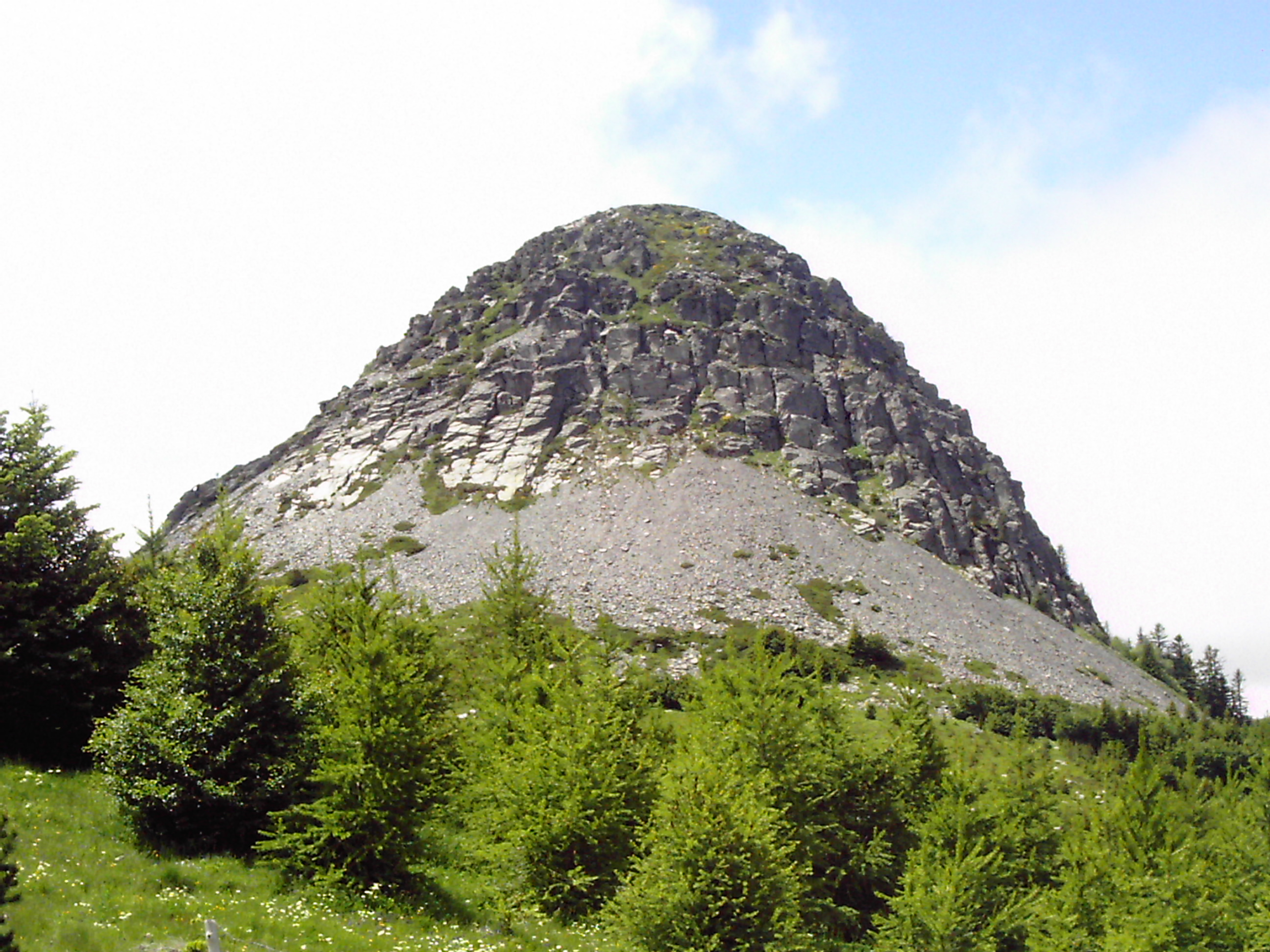
Il Monte Gerbier de Jonc.
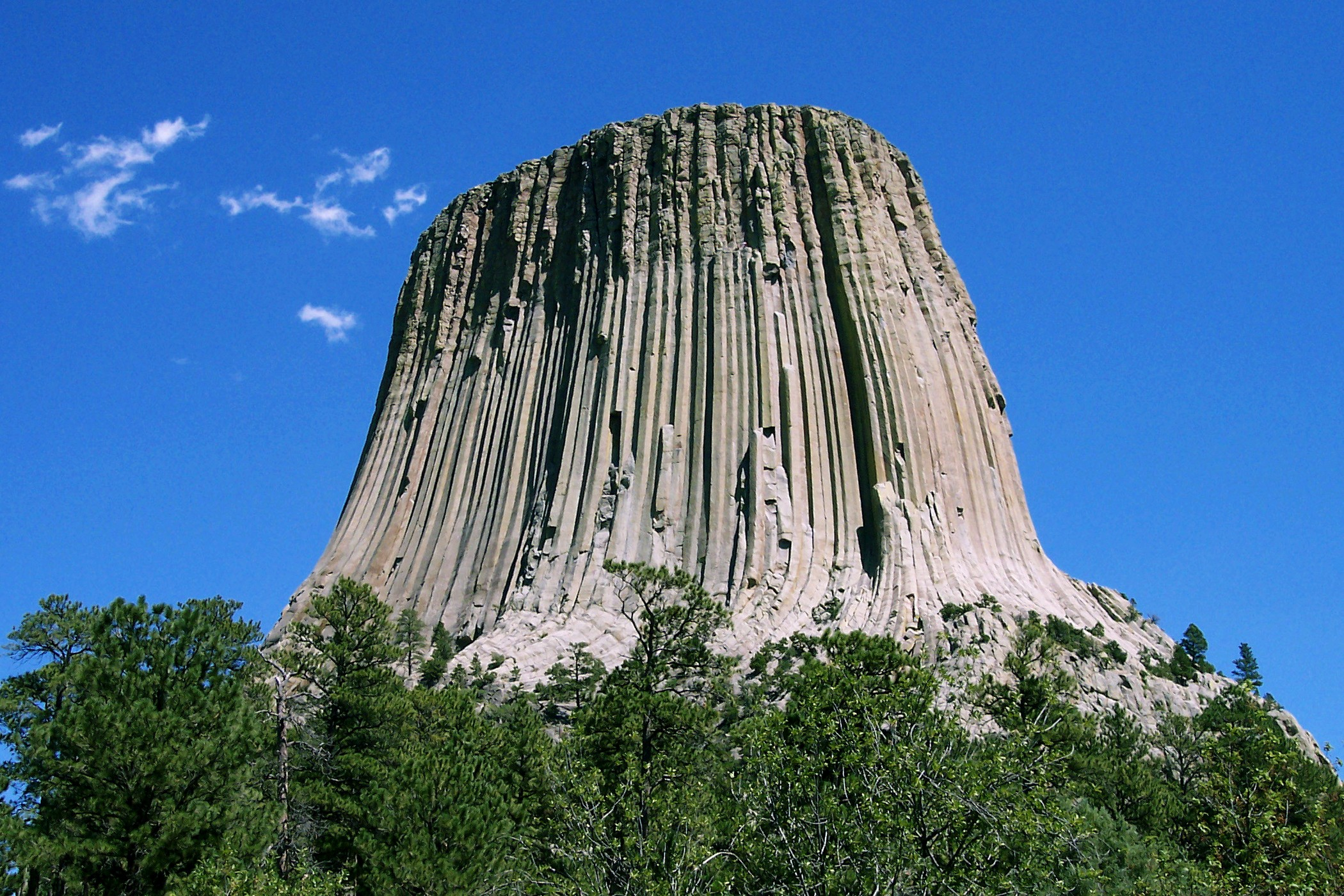
Devils Tower (Stati Uniti).